# Epiplema boarmiata
Epiplema boarmiata är en fjärilsart som beskrevs av Rothschild 1916. Epiplema boarmiata ingår i släktet Epiplema och familjen Uraniidae. Inga underarter finns listade i Catalogue of Life.